# Гарфилд (филм из 2004)
Гарфилд (енгл. Garfield: The Movie) је амерички хумористички филм из 2004. године, заснован на истоименом стрипу Џима Дејвиса. Филм је режирао Питер Хјуит према сценарију који су написали Џоел Коен и Алек Соколов. Насловном лику, креираном кроз CGI, глас позајмљује Бил Мари, док су у осталим улогама Брекин Мејер, Џенифер Лав Хјуит и Стивен Тоболовски.

## Радња
Гарфилд није обичан љубимац − он је дебео, саркастичан, арогантан, неће урадити ништа што не мора и више воли да једе лазање него да уради нешто што га је Џон замолио. Упркос свим недостацима, Џон воли Гарфилда. Међутим, проблеми ће настати када Џон одлучи да усвоји још једног љубимца и то − пса. Обожавани мачак више није центар пажње и због тога му се уопште не свиђа Оди, симпатичан и енергичан псић чија је једина мана то што је претерано наиван.
Док Џон обожава Одија и допада му се идеја да сада има два љубимца због којих чешће одлази код Лиз Вилсон, ветеринарке која му се допада, Гарфилд одлучује да га елиминише из њихових живота. Тако ће Оди постати нови љубимац Хепија Чепмана, телевизијског водитеља који је љубитељ животиња само док су камере укључене. Иако у почетку ужива у чињеници што је поново једини и највољенији кућни љубимац, Гарфилд ће убрзо схватити колико је погрешио.

## Улоге
| Глумац            | Улога          |
| ----------------- | -------------- |
| Бил Мари          | Гарфилд (глас) |
| Брекин Мејер      | Џон Арбакл     |
| Џенифер Лав Хјуит | др Лиз Вилсон  |
| Стивен Тоболовски | Хепи Чепман    |